# 馬素·麥克魯漢
赫伯特·马歇尔·麦克卢汉（英語：Herbert Marshall McLuhan，1911年7月21日—1980年12月31日）是一名加拿大哲學家及教育家，曾在大學教授英國文學、文學批判及傳播理論，也是現代傳播理論的奠基者，其觀點深遠影響人類對媒體的認知。在沒有「網際網路」這個字出現時，他已預示網際網路的誕生，「地球村」一詞（global village）正是由他首先採納。自1960年起，他一直是一個具爭議但極具影響力的人物，他死後多年後仍被Wired雜誌封為主保聖人，表揚他對現代媒介理論的貢獻。

## 生平
麥克魯漢生於加拿大亞伯達省愛民頓，父母Herbert Ernest McLuhan及Elsie Naomi均是衛理公會派教徒，其父在當地擁有一間地產公司，其母親曾是教師，後來成為一名演員。當第一次世界大戰爆發後，父親生意失敗，決定投軍，卻因為感染了流行性感冒而不用走上前線。1915年其父離開軍隊後，他們舉家搬到緬尼吐巴省溫尼伯市，這亦成了麥克魯漢成長及上學的地方。
他曾就讀於Kelvin Technical High School，1928年入讀马尼托巴大学，1933年取得文學士學位，翌年取得文學士碩士，專門研究英語，而他亦曾在校內奪得跳遠金牌。畢業後，他仍希望到英格蘭留學，可惜得不到牛津大學的獎學金，最後劍橋收了這位學生，卻要求他重新由學士課程唸起，過去在加拿大所取得的學士及碩士學位只能算一年的學分。1934年他入讀剑桥大学三一学堂，接受 瑞恰慈（I. A. Richards）及F. R. Leavis兩名教授的指導 。
在劍橋裡他學懂了一種叫「感知訓練」（training of perception）及「前饋」（feedforward）等概念，多年後，他指出這對自己日後的研究有重要影響。1936年他在劍橋取得第二個學士學位，及後又因為在加拿大找不到合適工作，而在威斯康星大學麥迪遜分校擔任教學助理。
早年的麥克魯漢並沒有重要的學術成就，直至1950年代初，他在多倫多大學開始教授傳播及文化課程，1951年他發表了第一篇重要專論《機器新娘》，研究廣告對社會及文化的衝擊，但這本專書在當時並未引起廣泛回嚮。1962年他第二本著作《古騰堡星系》推出、兩年後再發表《理解媒介》，其學說直至此刻在斐聲學界，在報紙輿論大加宣傳下，他開始四處演說。
通用汽車的高層請他說汽車已是明日黃花；貝爾電話公司的老總們樂於在他面前承認實在沒有弄懂電話的功能；還有企業預付5000美元，請他在電視上批評自己的產品。1969年，《花花公子》雜誌也要邀請他接受訪問。
他隨後又創辦重要期刊Explorations，其學說逐漸引起學術界注目。多倫多大學為了留住他，1963年資助他成立「文化及科技中心」（Centre for Culture and Technology），一直留任1979年。
1967至1968年他曾在紐約的福德姆大学擔任人類學的首席教授，此時他亦被診斷出腦內有一枚良性腫瘤，最後被成功治理，此後他回到多倫多渡過晚年。
他與太太Corinne McLuhan共有六名子女，鉅大的家庭開支令他跑去從事廣告工作，及出席有償演講。IBM、AT&T等大企業當時都會付錢給他為員工演說。1979年9月，他突然中風，說話亦有困難，多倫多大學一度想關閉麥克魯漢的研究中心，卻遭到頑強抗議，其中抗議人士當中就包括伍迪·艾倫。
1980年12月31日，他在睡夢中離世。

## 學說
麥氏的思想主要體現在《理解媒介》一書中。在他之前，人類把媒介看成是一種運載信息的工具，媒介並不能改變信息內容，但他點出媒介的影響力，能引起了人間事物的尺度變化和模式變化，塑造人的組合方式和形態。他的名句「媒介即是訊息」（the medium is the message）塑造了為當代對媒介的基本認知。
麦克鲁汉的媒体观：媒体是人体的延伸。媒体就是信息。媒体有“冷”“热”之分。媒体导致社会变动的最强大力量。
強調獲得訊息的方式比訊息內容本身更來得重要、更有影響力。
並提出傳播科技不僅可以引起人類感官能力變化更可以促進社會結構的變化，並引發了對於媒介科技的研究。